# Livingston (Guatemala)
Livingston é uma cidade da Guatemala do departamento de Izabal.
Localizada no extremo-leste do país, possui uma população de 17.923 habitantes (censo de 2018), distribuídos em 2.379 km² de área. Seu nome é uma homenagem ao jurista e político norte-americano Edward Livingston.